# 母音長度
元音長度（英語：vowel length），或稱母音長度，是元音發音持續時間的長度。持續時間較普通元音發音時長的稱為長元音；持續時間較短的元音稱為短元音。

## 長元音
國際音標對於長元音的標記方式，是在元音之後加上〈ː〉的記號。國際音標亦有半長元音的記號〈ˑ〉（即長元音記號的上半截）。
現時世上有不少語言都對長短元音作出辨別，日語是當中一個代表。此外，愛沙尼亞語的元音更細分為短、長、超長三種不同的長度。英語的中元音長短仍存在爭議，儘管一些元音有時長的區別，但其發音部位或開口大小亦存在區別，而且英國的標準發音中有元音長度的音位變體，例如bad/bæd/與bat/bæt/中的/æ/元音時長不同。

### 不同語言對元音長度的處理
- 在南亞大陸及東南亞的語言，很多時候長元音和短元音都會用不同的字母（全音素文字）或附加符號（元音附標文字）來標示。
- 在日語，長元音會在假名後加あ行對應的假名表示。
- 芬蘭語和愛沙尼亞語都會把長元音的元音字母重複寫一次。
- 匈牙利語、捷克語、斯洛伐克語中，長元音用尖音符表示，拉脫維亞語、立陶宛語、毛利語、夏威夷語、以及日語平文式羅馬字等則用長音符表示。

## 短元音
短元音本身不需要特別的記號，而國際音標有特短元音的記號〈˘〉。

## 符號
- 長音符號 (ā)：在毛利語、拉脫維亞語和很多轉寫系統（如梵文轉寫、日語平文式罗马字、韓語耶魯拼音）中標示長音。另外，在現今的拉丁語教材中可以找到長音符號。
- 銳音符 (á)：在捷克語、古諾爾斯語、匈牙利語和斯洛伐克語中標示長音。
- 抑揚符 (â)：在威爾士語、弗留利語中，有抑揚符的是長元音，沒有的則為短元音。亦見於日語训令式罗马字。
- 反尾形符 (Ogonek) (ą)：在立陶宛語中標示長音。
- 分音符 (ä)：在艾馬拉語中標示長音。
- 重音符 (à)：在苏格兰盖尔语中標示長音。相反，在威爾士語，有需要時可替元音字母加上重音符以標示短音。
- 短音符號 (ă)：使用國際音標的超短元音記號，見於數種轉寫系統，亦見於越南語的 ă。
- 無表示：在書寫中不標記長短元音的區別，見於古典拉丁語，在通常書寫中不使用長音符號(ā)，而只在教學時或字典中標記長元音。

## 參看
- 元音高度
- 元音舌位